# Philodromus diablae
Philodromus diablae là một loài nhện trong họ Philodromidae.
Loài này thuộc chi Philodromus. Philodromus diablae được miêu tả năm 1965 bởi Schick.